# 彗星・小惑星遷移天体
| 太陽系外縁天体                                         | 太陽系外縁天体         |
| ------------------------------------------------------ | ---------------------- |
| エッジワース ・カイパー ベルト （海王星との 軌道共鳴） | (3:4)                  |
| エッジワース ・カイパー ベルト （海王星との 軌道共鳴） | 冥王星族 (2:3)         |
| エッジワース ・カイパー ベルト （海王星との 軌道共鳴） | (3:5)                  |
| エッジワース ・カイパー ベルト （海王星との 軌道共鳴） | キュビワノ族 ( - )     |
| エッジワース ・カイパー ベルト （海王星との 軌道共鳴） | (1:2)                  |
| 散乱円盤天体                                           |                        |
| オールトの雲                                           |                        |
| 類似天体                                               | ケンタウルス族         |
| 類似天体                                               | 海王星のトロヤ群       |
| 類似天体                                               | 彗星（遷移天体）       |
| 関連項目                                               | 準惑星（冥王星型天体） |
| 関連項目                                               | 太陽系小天体           |
| ■Portal ■Project ■Template                             |                        |

彗星・小惑星遷移天体（すいせい・しょうわくせいせんいてんたい、Comet-Asteroid Transition Object、CAT天体）は過去に彗星として活動していた天体が、それをほとんど（または完全に）示さなくなり小惑星化した場合の天体の分類名である。枯渇彗星核（こかつすいせいかく）とも呼ばれる。英語では、"Extinct comet"という。

## 概要
彗星はオールトの雲由来の天体であると考えられているが、それが木星等の重力によって軌道を変えられ、太陽附近を周回する軌道で長い間安定すると、彗星にある揮発性物質が出尽くして小惑星と区別がつかなくなると考えられている。
新しく発見された小惑星が過去に観測された彗星と同定された場合や、小惑星として知られていた天体が彗星活動の兆候を示した場合などには、その天体は小惑星と周期彗星の両方に登録される。流星群の母天体であることが判明した小惑星もこの分類に含まれるが、彗星としての観測記録や活動の兆候がない場合は周期彗星としては登録されない。
既に確認された彗星・小惑星遷移天体には、ふたご座流星群の母天体であるファエトンやウィルソン・ハリントン彗星等がある。また、地球近傍小惑星やダモクレス族の一部も彗星由来ではないかとの説もある。
最近では、1819年に一度だけ観測されたブランペイン彗星 (P/1819 W1) が2005年になってアポロ型小惑星2003 WY25（周期5.41年）と同定され、さらに2013年に再発見されて正式に番号登録（289P）された。なお、この彗星は1956年に一度だけ観測されたほうおう座流星群の母天体であることが分かっている。

## 彗星・小惑星遷移天体のリスト
| 小惑星番号 （仮符号） | 彗星登録番号 （符号） | 名前                   | 備考                         |
| --------------------- | --------------------- | ---------------------- | ---------------------------- |
| 2060                  | 95P                   | キロン                 | ケンタウルス族               |
| 2201                  |                       | オルヤト               | オリオン座χ群（χOri）母天体? |
| 3200                  |                       | ファエトン             | アポロ群 ふたご群母天体      |
| 3552                  |                       | ドン・キホーテ         | アモール群                   |
| 4015                  | 107P                  | ウィルソン・ハリントン | 母天体と思われる火球観測あり |
| 7968                  | 133P                  | エルスト・ピサロ       |                              |
| 20461                 |                       | ディオレッツァ         | ダモクレス族 逆行小惑星      |
| 60558                 | 174P                  | エケクルス             |                              |
| 118401                | 176P                  | LINEAR                 |                              |
| 323137                | 282P                  | 2003 BM80              |                              |
| 300163                | 288P                  | 2006 VW139             |                              |
| (2003 WY25)           | 289P                  | ブランペイン彗星       | ほうおう群母天体             |